# Ruth Roman
Ruth Roman (Lynn, Massachusetts, 22 de dezembro de 1922 - Laguna Beach, Califórnia, 9 de setembro de 1999) foi uma atriz norte-americana.

## Vida e carreira
Nascida nas cercanias de Boston, Ruth cedo manifestou desejo de representar. Assim, estudou arte dramática e partiu para Hollywood tão logo terminou o colegial. Entre inúmeras figurações, conseguiu um papel de destaque no seriado da Universal A Rainha das Selvas (Jungle Queen, 1945). Em 1949, após excelente atuação dramática no suspense Ninguém Crê em Mim (The Window), teve sua grande oportunidade em O Campeão (Champion, 1949), filme noir estrelado por Kirk Douglas. Dois anos depois, era dirigida por Alfred Hitchcock em Pacto Sinistro (Strangers on a Train, 1951). Outro desempenho importante foi em Região do Ódio (The Far Country, 1954), western protagonizado por James Stewart e dirigido por Anthony Mann.
Ruth também dedicou-se ao teatro, onde fez sucesso ao dar vida à Gittel, personagem da peça "Two for the Seesaw" (br: Dois na Gangorra; pt: Baloiço Para Dois), de William Gibson. A partir da década de 1960, quando os convites para a tela grande começaram a rarear, voltou-se para a televisão. Apareceu como convidada em várias séries, como I-Spy e Kung Fu, além de ter papéis fixos em outras, como The Long Hot Summer e Knots Landing.
Um evento marcante em sua vida pessoal deu-se em julho de 1956, quando o navio em que se encontrava, Andrea Doria, afundou após colidir com o navio sueco Stockholm, próximo à ilha de Nantucket. Com o pânico que se seguiu, Ruth acabou por se separar de Richard, seu filho de três anos. Recolhida como náufraga, ela só conseguiu reunir-se novamente a ele 36 horas depois, em Nova Iorque.
Ruth foi casada três vezes. Divorciou-se dos dois primeiros maridos, Mortimer Hall (1950-1955), com quem teve seu único filho, Richard, e Budd Burton Moss (1956-1964). Já com Bill Wilson, que desposou em 1974, viveu até ao fim da sua própria vida: no dia 9 de setembro de 1999, Ruth faleceu de causas naturais, enquanto dormia, em sua casa na cidade de Laguna Beach, Califórnia. Seu último trabalho à frente das câmeras dera-se dez anos antes, em dois episódios da série de TV Murder She Wrote.

## Filmografia
Estão listadas apenas as produções em que a atriz recebeu créditos.
| Ano  | Nome original              | Nome PT/BR                      | Nome PT/PT                       | Notas               |
| ---- | -------------------------- | ------------------------------- | -------------------------------- | ------------------- |
| 1944 | Harmony Trail              |                                 |                                  |                     |
| 1945 | Jungle Queen               | A Rainha das Selvas             |                                  |                     |
| 1948 | Good Sam                   | A Felicidade Bate à Sua Porta   |                                  |                     |
| 1948 | Belle Starr's Daughter     | A Filha da Foragida             | Sem Perdão                       |                     |
| 1949 | The Window                 | Ninguém Crê em Mim              | O Que Viram os Meus Olhos        |                     |
| 1949 | Champion                   | O Invencível                    |                                  |                     |
| 1949 | Beyond the Forest          | A Filha de Satanás              | A Filha de Satanás               |                     |
| 1949 | Always Leave Them Laughing | O Mundo de um Palhaço           |                                  |                     |
| 1950 | Three Secrets              | Os 3 Segredos                   |                                  |                     |
| 1950 | Dallas                     | Vingador Impiedoso              |                                  |                     |
| 1950 | Colt .45                   | Calibre 45                      |                                  |                     |
| 1950 | Barricade                  | Barricada                       | Barricada                        |                     |
| 1951 | Lightning Strikes Twice    | Ciúme Que Mata                  | Ciúme                            |                     |
| 1951 | Strangers on a Train       | Pacto Sinistro                  | O Desconhecido do Norte-Expresso |                     |
| 1951 | Tomorrow Is Another Day    | A Vida Começa Amanhã            |                                  |                     |
| 1951 | Starlift                   | Estrelas em Desfile             |                                  |                     |
| 1952 | Mara Maru                  | Mara Maru                       |                                  |                     |
| 1952 | Invitation                 | O Convite                       |                                  |                     |
| 1952 | Young Man with Ideas       | O Felizardo                     |                                  |                     |
| 1953 | Blowing Wild               | Sangue da Terra                 |                                  |                     |
| 1954 | Shanghai Story             | Xangai, Cidade Maldita          |                                  |                     |
| 1954 | The Far Country            | Região do Ódio                  | Terra Distante                   |                     |
| 1954 | Down Three Dark Streets    | Não Há Crime sem Castigo        |                                  |                     |
| 1954 | Tanganyka                  | Tanganyka, O Inferno das Selvas |                                  |                     |
| 1954 | La Peccatrice              |                                 |                                  | Produção italiana   |
| 1955 | Joe MacBeth                | Joe MacBeth                     |                                  |                     |
| 1955 | Five Steps to Danger       | A 5 Passos do Perigo            |                                  |                     |
| 1956 | Rebel in Town              | Sede de Matar                   |                                  |                     |
| 1956 | The Bottom of the Bottle   | Renúncia ao Ódio                | O Fundo da Garrafa               |                     |
| 1956 | Great Day in the Morning   | Pelo Sangue de Nossos Irmãos    | Dívida Amarga                    |                     |
| 1957 | Bitter Victory             | Vitória Amarga                  | Cruel Vitória                    |                     |
| 1961 | Look in Any Window         | Paixões Ocultas                 |                                  |                     |
| 1961 | Milagro de los Cobardes    |                                 |                                  | Produção espanhola  |
| 1964 | Love Has Many Faces        | O Amor Tem Muitas Faces         |                                  |                     |
| 1972 | The Baby                   | O Baby                          |                                  |                     |
| 1973 | A Knife for the Ladies     |                                 |                                  |                     |
| 1973 | The Killing Kind           | Ímpeto Assassino                |                                  | BR: ou Raça Maldita |
| 1974 | Want a Ride, Little Girl?  |                                 |                                  | EUA: ou Impulse     |
| 1974 | Punch and Jody             |                                 |                                  | TV                  |
| 1979 | The Sacketts               | Em Nome da Lei                  |                                  | TV                  |
| 1983 | Echoes                     |                                 |                                  |                     |